# هارولد كامينز
هارولد كامينز (بالإنجليزية: Harold Cummins)‏ هو عالم أمريكي، ولد في مايو 1894 في ماركلفيل في الولايات المتحدة، وتوفي في 12 مايو 1976 في نيو أورلينز في الولايات المتحدة.